# 盧吉 (切切利尼克區)
48°13′18″N 29°8′28″E / 48.22167°N 29.14111°E
盧吉（烏克蘭語：Луги）是位於烏克蘭西部文尼察州裏海辛區的村莊，始建於1650年，面積4.2平方公里，2001年人口1,012，人口密度每平方公里240.95人。